# Фрагментуюче циклорозмикання
Фрагментуюче циклорозмикання (англ. fragmenting ring openings transformation, рос. фрагментирующее циклорозмыкание) — циклорозмикання, в якому цикл розривається в кількох точках, так що атоми, які складають цикл, переходять до двох або кількох окремих фрагментів. Є три типи таких перетворень:
1. Циклоелімінувальні перетворення, в яких кільце розривається внаслідок переходу σ-зв‘язків субстрату в нові π-зв'язки в продукті. Назви таких перетворень складають: а) відповідні префікси циклорозмикання, б) назва двовалентної групи, яка елімінується з субстрату, в) відносні положення в продукті, з яких відбувалося елімінування, г) суфікс -елімінування. У (1+2)циклоелімінуваннях, тб. коли розкривається тричленний цикл з відчленуванням одного кільцевого атома в елімінанді, в мовленні/письмі можна вживати префікс «епі» замість «(1+2)секо». Круглі дужки замість квадратних тут використовуються, щоб наголосити, що назва перетворення не стосується механізму. Приклад та систематичні назви: NC,NC-секо-феніліміно-1/2/елімінування (в індексуванні), епі-іміно-елімінування (в мовленні/письмі);
2. Перетворення, в яких кільце розмикається внаслідок багатовалентного заміщення при одному атомі або вичленуванням одного атома кільця як відхідної групи в двох циклорозмикальних заміщеннях. Якщо така одноатомна частинка була місцем заміщення, перетворення називають згідно з правилами заміщення для ациклічних багатовалентних заміщень з відповідними префіксами для циклоперетворень. Якщо одноатомний фрагмент відходить як відхідна група, перетворення називаються аналогічно, але без множинних префіксів (бі, тер, і п.) та з додаванням відносних позиційних чисел перед суфіксом «заміщення». Приклад та систематична назва: ОС,ОС-секо-оксо-де-ети-ленбісокси-бізаміщення (в мовленні/письмі може вживатися префікс (1+4));
3. Циклорозмикання, які включають розрив зв‘язку у двох незалежних місцях. Перетворення з розривом двох зв'язків називають як відповідні ациклічні перетворення. Назви, вживані для груп, які входять в одне перетворення з розривом зв'язку, беруться такими, ніби інший зв‘язок не розкривається. Якщо два зв‘язкотворні перетворення з утворенням зв'язку однакові, назву повного перетворення утворюють розташуванням ациклічного перетворення в дужках з префіксом «секо-біс-», а решта необхідних префіксів — згідно з правилами циклоперетворень. Якщо два зв‘язкотворні перетворення різні, загальна назва складається якомога зручніше: назву кожного перетворення окремо виділяють у дужках, номерами місць розмикання циклу вказують у префіксі. При цьому заміщення називають перед приєднаннями та елімінаціями. Якщо два перетворення однакового типу, вони найменовуються так, що група меншої валентності або нижчого пріоритету ставиться в першій назві. Приклади та систематичні назви:
а) NC,NC-секо-біс-(дигідро-де-алкіліден-бізаміщення);
б) ОC,ОC-секо-1/(Гідрокси-де-алкокси-заміщення)-2/(1/О-гідро-2/С-алкокси-елімінування).